# 贝特斯伯格-利斯维尔 (南卡罗来纳州)
贝特斯伯格-利斯维尔（英文：Batesburg-Leesville），是美国南卡罗来纳州下属的一座城市。城市类型是“Town”。其面积大约为7.89平方英里（20.43平方公里）。根据2010年美国人口普查，该市有人口5,362人，人口密度约为每平方 英里679.68人（约合每平方公里262.44人）。